# Pomník vojákům Americké armády
Pomník vojákům Americké armády v Karlových Varech se nachází na prostranství u hotelu Thermal. Byl odhalen v roce 1990 se záměrem uctít památku 1. pěší americké divize a 9. tankové americké divize 5. armádního sboru a 775 padlých amerických vojáků ve druhé světové válce.

## Historie
Na počátku roku 1990 dostaly okresní úřady nařízení, aby byly obnoveny pomníky a pamětní desky všude tam, kde za předchozího režimu byly odstraněny. Iniciativy pro zřízení pomníku vojákům Americké armády v Karlových Varech se ujalo tehdejší Občanské fórum a úkolem byl pověřen jeho člen Zdeněk Hybeš. Ten též vytvořil návrh pomníku a jeho syn zpracoval grafickou úpravu nápisu. Karlovarský občan Vejvoda zhotovil základ pomníku a nápis vytesal.
Pomník byl odhalen 26. dubna, podle jiného zdroje 3. května, k uctění památky 1. pěší americké divize a 9. tankové americké divize 5. armádního sboru a 775 padlých amerických vojáků ve druhé světové válce. Pomník odhalila tehdejší americká velvyslankyně v Československu Shirley Temple-Blacková společně s Květou Hybešovou, manželkou hlavního iniciátora stavby Zdeňka Hybeše. Vysvěcení provedl arcibiskupský vikář Dan Benda. Při slavností akci byly vypuštěny balónky s americkými vlaječkami se jmény padlých amerických vojáků.
Od vzniku pomníku došlo již několikrát k jeho zhanobení a poničení. Nejprve byl polit červenou barvou, v prosinci 1991 byl zcela povalen a totéž se událo i v prosinci 1996. V červnu 1998 byl vytržen stožár s americkou státní vlajkou a v září 2001 došlo ke zničení výzdoby – věnců a svíček.

## Popis
Jednoduchý kamenný pomník stojí na adrese ulice I. P. Pavlova na nábřeží řeky Teplé v prostranství u hotelu Thermal. Obsahuje pamětní nápis:
TO THE AMERICAN SOLDIERS OF THE
1ST INFANTRY DIVISION AND 9TH
ARMORED DIVISION 5TH CORPS
FROM THE CITIZENS OF KARLOVY VARY
MAY 5TH 1945

AMERICKÝM VOJÁKŮM 1. PĚŠÍ DIVIZE
A 9. OBRNĚNÉ DIVIZE 5. SBORU
OBČANÉ KARLOVÝCH VARŮ 5. 5. 1945